# 109ª Squadriglia
La 109ª Squadriglia del Servizio Aeronautico del Regio Esercito dal 18 gennaio 1918 volava con aerei Savoia-Pomilio SP.3 e Caproni Ca.33.

## Storia

### Prima guerra mondiale
Nasce come Sezione Caproni con cannoncino di Pozzuolo del Friuli nel mese di agosto 1917 comandata dal Tenente Giuseppe Buttafava.
Dopo la Battaglia di Caporetto va a Padova e poi a Taliedo dove il 18 gennaio 1918 nasce la 109ª Squadriglia che va a Trenno (oggi Parco Aldo Aniasi) comandata dal Ten. Manrico Zelioli che dispone di 8 Savoia-Pomilio SP.3 ed altri 3 piloti e 2 Caproni Ca.33 per 4 piloti e 12 mitraglieri.
In primavera arrivano degli Savoia-Pomilio SP.2 con 2 piloti e scarica i Ca.3.
Al termine del conflitto dispone di 5 piloti ed ha svolto 29 pattugliamenti e 50 voli notturni.
Viene sciolta il 30 novembre 1918.

### Guerra d'Etiopia
Il 16 novembre 1935 viene ricostituita la 109ª Squadriglia Ro. 37 bis della Regia Aeronautica sull’Aeroporto di Capodichino per la Guerra d'Etiopia. Tra il 5 e il 14 dicembre il personale viene imbarcato; lo sbarco viene completato il 21 dicembre; ai primi di gennaio i 10 IMAM Ro.37bis sono collaudati; il reparto è inizialmente dislocato all’aeroporto di Otumlo (poi Aeroporto Internazionale di Massaua) per la difesa di Massaua; successivamente va all'Aeroporto di Axum. L'unità viene messa a disposizione per il diretto impiego allo Stormo aeroplani da ricognizione tattica.
Al 15 gennaio 1936 è ancora a Otumlo.

### Africa Orientale Italiana
Al 15 luglio 1936 è nel II Gruppo da RT (poi 2º Gruppo volo) di Adi Ugri nell'ambito dell'Africa Orientale Italiana.